# Guerriero aquila

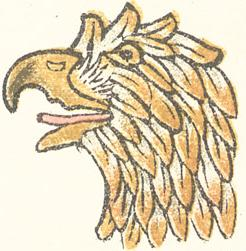
Immagini totem di un guerriero aquila.

I guerrieri aquila sono i più noti guerrieri aztechi.
Una volta usciti dalla Teplochcalli, la scuola del clan, per diventare guerrieri aquila bisognava portare quattro (qualcuno sostiene tre) nemici vivi per sacrificarli sugli altari.
Ai guerrieri, quando diventavano guerrieri aquila, veniva dato un costume d'aquila che era in realtà una armatura ichcauipilli come tutte quelle dell'esercito azteco, ma era variopinta in modo da sembrare il costume di un'aquila.
L'elmo era aperto, e sembrava il becco di un'aquila.
I guerrieri aquila usavano mazze maquahuitl anche a due mani.